# Бачити українською
Бачити українською. Слово в мовній картині світу – друга книжка із серії «Мова – твердая криця» української письменниці Ольги Дубчак, яка вийшла друком у 2021 році у видавництві «Віхола». 
Книжка також потрапила до списку номінантів Шевченківської премії у 2023 році в категорії «Публіцистика, журналістика».

## Історія написання
Ольга Дубчак, пропрацювавши п'ятнадцять років у видавництві, яке спеціалізувалося на навчальній літературі, особливо на підручниках з української мови, помітила, що всі вони є досить нудними і нецікавими. Тому план написати щось веселе, дотепне і щоб це було просто смішно авторка «виношувала» вже давно, адже як вона каже: «Я знаю з практики і викладання студентам, і підготовки учнів до ЗНО, що коли приклади цікаві, дотепні і веселі – вони запам'ятовуються, а якщо я буду просто розказувати про правила української мови – то учень вийде від мене з абсолютно пустою головою». Саме завдяки такому життєвому досвіду Ольга Дубчак зрозуміла, що потрібно написати цікаві та дотепні книги про українську мову, так і з'явилася серія книжок «Мова – твердая криця».

## Тематика й проблематика
У першій частині книжки «Бачити українською» Ольга Дубчак розповідає про лексику загалом: про слова, їхнє походження, лексичне значення та сфери їхнього вживання, про активну і пасивну лексику, також згадується про фразеологізми. Натомість у другій частині книги йдеться про будову слова, у третій – про повнозначні (самостійні) частини мови, у четвертій – про службові частини мови, і, нарешті, у п'ятій частині книжки йдеться про вигук. 

## Авторка про книгу
Кожен носій певної мови бачить світ по-своєму. Про це я писала у своїй книжці «Бачити українською». Нічого дивного, що, наприклад, в африканському племені немає означень зими, літа, весни – того, до чого звикли європейці. І в росіян так само може не бути певних слів на позначення певних явищ. За цим їх також можна дуже легко ідентифікувати як тих людей, які не належать до нашої мовної спільноти, а отже, є чужими.
Українську мову справді цікаво вивчати, досліджувати, чути, слухати й читати. [...] Це живий і сповнений неймовірних секретів організм, це музика й математика водночас, це історія й сучасність, гумор і сльози.

Проте головне в ній те, що вона — наша. Своя. Рідна. І чомусь мені здається, що своє та рідне завжди хочеться пізнавати глибше і глибше.